# ハービン (ネブラスカ州)
ハービン (Harbine) は、アメリカ合衆国ネブラスカ州ジェファーソン郡の村。2020年アメリカ合衆国国勢調査における人口は、54人であった。

## 歴史
ハービンが建設されたのは、シカゴ・ロック・アイランド・アンド・パシフィック鉄道がこの地まで延伸した1886年のことであった。村の名は、創設者のトマス・ハービン (Thomas Harbine) に因んでいる。

## 地理
アメリカ合衆国国勢調査局によれば、この村は、総面積が 0.11平方マイル (0.28 km2) あり、すべて陸地である。

## 人口統計

### 2010年国勢調査
2010年国勢調査では、人口 49人、21世帯、16家族がこの村に居住していた。人口密度は、445.5人毎平方マイル (172.0/km2)であった。住宅戸数は 25戸で、平均戸数密度は 227.3毎平方マイル (87.8/km2)であった。人種構成は、白人 100.0% であった。人種を問わず、ヒスパニックないしラティーノは、人口の 12.2% を占めていた。
全 21世帯のうち、18歳未満の子どものいる世帯が 32.2%、同居している夫婦が 66.7%、夫のいない女性世帯主の世帯が 4.8%、妻のいない男性世帯主の世帯が 4.8%、家族ではない世帯が 23.8% であった。全世帯の 19.0% は単身世帯であり、9.6% は65歳以上の単身世帯であった。平均世帯人数は 2.33人で、平均家族人数は 2.63人であった。
この村の年齢中央値は 51.3歳。人口の年齢構成は、18歳未満が 14.3%、18歳から24歳が 6.1%、25歳から44歳が 18.3%、45歳から64歳が 48.9%、65歳以上が 12.2% であった。男女の構成比は、男性 55.1%、女性 44.9% であった。

### 2000年国勢調査
2000年国勢調査では、人口 56人、24世帯、15家族がこの村に居住していた。人口密度は、560.3 inhabitants per square mile (216.3/km2)であった。住宅戸数は 25戸で、平均戸数密度は 250.1 per square miles (96.6/km2)であった。人種構成は、白人 100.00%であった。
全 24世帯のうち、18歳未満の子どものいる世帯が 32.2%、同居している夫婦が 50.0%、夫のいない女性世帯主の世帯が 8.3%、家族ではない世帯が 37.5% であった。全世帯の 33.3% は単身世帯であり、12.5% は65歳以上の単身世帯であった。平均世帯人数は 2.33人で、平均家族人数は 2.93人であった。
この村の人口の年齢構成は、18歳未満が 23.2%、18歳から24歳が 10.7%、25歳から44歳が 25.0%、45歳から64歳が 28.6%、65歳以上が 12.5% であった。年齢中央値は 42歳。男女比は、女性100人に対して、男性は 115.4人いた。18歳以上に限ると 115.0人となった。
2000年当時のこの村における、世帯所得の中央値は $34,500、家族所得の中央値は $40,833 であった。男性の所得の中央値は $32,500 であったのに対し、女性は家族所得の中央値は $18,438 であった。1人当たりの所得は、$14,688 であった。家族全体が貧困線を下回るところはなかったものの、全人口の 3.4% は、貧困線を下回る水準で生活していたが、18歳未満、および、65歳以上でこれに該当する者はおらず、郡内の多くの 人口密度が低い地域の多くと同じような状況であった。